# گوردون کلیتون (بازیکن فوتبال، زاده۱۹۳۶)
گوردون کلیتون (انگلیسی: Gordon Clayton; ۳ نوامبر ۱۹۳۶ – ۲۹ سپتامبر ۱۹۹۱) بازیکن فوتبال اهل بریتانیا بود.
از باشگاه‌هایی که در آن بازی کرده‌است می‌توان به باشگاه فوتبال ترانمره راورز و باشگاه فوتبال منچستر یونایتد اشاره کرد.